# BWRX-300
O BWRX-300 é um projeto para um pequeno reator nuclear modular proposto pela GE Hitachi Nuclear Energy (GEH). O BWRX-300 apresentaria segurança nuclear passiva, pois nem energia externa nem ação do operador seriam necessárias para manter um estado seguro no reator, mesmo em circunstâncias extremas.

## Novas propostas de construção
Em 1º de dezembro de 2021, a Ontario Power Generation (OPG) selecionou o BWRX-300 SMR para uso na Estação de Geração Nuclear de Darlington. Em outubro de 2022, a OPG solicitou uma licença de construção para o reator. A empresa espera tomar uma decisão de construção até o final de 2024 e estabeleceu uma data-alvo preliminar de 2028 para as operações da planta.